# Centrifugalgjutning
Centrifugalgjutning är en gjutningsmetod som används för att gjuta rör och andra rotationssymmetriska detaljer. Metoden innebär att man häller den smälta metallen i en roterande trumma som av centrifugalkraften pressar det smälta järnet mot trummans väggar och stelnar till ett rör.